# Distretto regionale di Skeena-Queen Charlotte
Il distretto regionale di Skeena-Queen Charlotte (SQCRD) è un distretto regionale della Columbia Britannica, Canada di 19 664 abitanti, che ha come capoluogo Prince Rupert. Comprende l'arcipelago delle Haida Gwaii.

## Comunità
- Città e comuni
  - Prince Rupert (città)
  - Port Edward (municipalità di distretto)
- Villaggi e aree esterne ai comuni
  - Daajing Giids
  - Masset
  - Port Clements
  - Electoral Area A
  - Electoral Area C
  - Electoral Area D
  - Electoral Area E